# Криворізька загальноосвітня школа-інтернат №1
Криворізька загальноосвітня школа-інтернат І-ІІ ступенів № 1 Криворізької міської ради Дніпропетровської області (Криворізька ЗОШІ № 1) — навчальний заклад у місті Кривий Ріг. Заснована 20 листопада 1957 як інтернатний заклад для дітей-сиріт, напівсиріт та дітей з багатодітних родин. З 01.09.2020 заклад переіменовано в Криворізьку гімназію №56 Криворізької міської ради. Скорочена назва - КГ №56 КМР.
Будівля школи відома як «Школа-гігант», та є пам'яткою архітектури та містобудування місцевого значення, зведена у 1930-х роках (пам'ятка архітектури 12-110-0163 за списками ВЛП). Знаходиться за адресою вул. Соборності (Косіора), 20Г. На подвір'ї школи-інтернату знаходиться також скульптурна композиція «Піонери». Пам'ятка відсутня у офіційному переліку пам'яток, що знаходяться під захистом держави.

## Школа-гігант
Будівництво школи-гіганту було завершено в серпні 1935 року. Найкраща на той час школа в Радянському Союзі була розрахована на 1200 місць. Проект споруди в стилі конструктивізму розробив «Гіпроград», архітектор Соколов (м. Київ). Первісне використання пам'ятки — шкільний навчально-виховний заклад для мешканців Соцміста. Під час Другої світової війни споруду було зруйновано. Відбудована 1955 року. В оновленій будівлі почала діяти найбільша школа в місті, розрахована на 2500 осіб.
Відповідно до розпорядження голови Дніпропетровської державної адміністрації від 12.04.1996 року № 158-р школа-гігант є пам'яткою архітектури місцевого значення міста Кривий Ріг з охоронним номером 144.

## Історія
У 1966 році середня школа-інтернат була реорганізована у неповну школу-інтернат № 1. Відомі директори з того часу: Дрьомов Микола Дмитрович та Халявко Василь Миколайович, Каніболоцька Ольга Тарасівна, Голуб Іван Федорович, Заїка Микола Олексійович, Грані Наталя Григорівна, Баканов Геннадій Іванович, Козуб Тетяна Павлівна.
У школі навчається 282 дитини, зокрема, 40 дітей-сиріт та під опікою, 14 з малозабезпечених, багатодітних та 21 з неблагополучних сімей, 25 дітей з інвалідністю.

## Адміністрація
- Кисла Тетяна Анатоліївна — директор школи[3]
- Мостова Марина Євгенівна — заступник директора з НВР
- Паровенко Наталя Едуардівна — заступник директора з НВР
- Кравчук Артем Степанович — старший вихователь

## Галерея
|                                       |
| Перша колоннада та пам'ятник піонерам |

|                 |
| Одинокий вітраж |

|                 |
| Друга колоннада |

|                      |
| Оздоблення колоннади |

|         |
| Колонна |

|                         |
| Школа-гігант (інтернат) |

|                         |
| Школа-гігант (інтернат) |

|                    |
| Пам'ятник піонерам |